# 羅經權
羅經權（？—？），甘肅省蘭州府金縣人，清朝政治人物、同進士出身。
光緒二十一年（1895年），参加光緒乙未科殿試，登進士三甲100名。同年五月，改翰林院庶吉士。